# Планиница (Вареш)
Планиница је насељено мјесто у општини Вареш, Босна и Херцеговина.

## Становништво
|             | 2013.      | 1991.        |
| Укупно      | 8 (100,0%) | 188 (100,0%) |
| Срби        | 8 (100,0%) | 187 (99,47%) |
| Бошњаци     | –          | 1 (0,532%)1  |
| Хрвати      | –          | 0 (0,000%)   |
| Југословени | –          | 0 (0,000%)   |

1. 1 На пописима од 1971. до 1991. Бошњаци су пописивани углавном као Муслимани.